# Галогеніди телуру
Галогені́ди телу́ру (рос. галогениды теллура, англ. halides of tellurium) — бінарні сполуки телуру з галогенами. Фториди відомі лише для ступенів окиснення +4 і +6 (TeF4, TeF6). На відміну від сірки, телур утворює стабільний тетрахлорид TeCl4, що легко гідролізується, з хлоридами металів 1 групи в присутності концентрованої HCl утворюються комплексні солі типу К2TeCl6; з акцепторами Cl- йонізується:
TeCl4 + AlCl3 → [TeCl3]+ + [AlCl4]-
TeF6 має октаедричну структуру. Гідролізується до телуратної кислоти Н6ТеО6 і входить у різні реакції обміну, а також виступає як фторидний акцептор, реагуючи з фторидами лужних металів i [Ме4N]F у безводному середовищі:
TeF6 + Ме2SiNMe2 → Ме2NTeF5 + Ме3SiF